# Mercè Rius
Mercè Rius Santamaria (Barcelona, 1953) es filósofa de profesión y autora de textos clasificables dentro del género ensayístico. Actualmente es profesora honoraria en el Departamento de Filosofía de la Universidad Autónoma de Barcelona, tras ejercer la docencia en el mismo como profesora titular desde 1993 hasta 2023.

## Período de formación
Cursó los estudios de filosofía en la Universidad de Barcelona, pero presentó la tesis de licenciatura, dirigida por Xavier Rubert de Ventós, en la Universidad Autónoma de Barcelona (1982). En dicho trabajo (“Perspectivas sobre la creación lingüística”) abordaba la lingüística de Ferdinand de Saussure contraponiéndola a la filosofía del lenguaje de Wilhelm von Humboldt. En la UAB defendió también su tesis doctoral que versaba sobre la filosofía de Eugenio d’Ors (1989), asimismo dirigida por Rubert de Ventós.

## Primeras publicaciones
El libro T. W. Adorno. Del sufrimiento a la verdad (1985) era una edición pionera, dado que no se conocía ningún ensayo anterior sobre el pensamiento de Th. W. Adorno escrito originalmente en castellano. La filosofia d’Eugeni d’Ors (1991) obtuvo el premio de ensayo Carles Rahola. Era la primera exposición íntegra de la filosofía del autor, que contaba con el único antecedente parcial de José Luis L. Aranguren. Fruto de su trabajo en estrecha colaboración con Xavier Rubert (1982-1991) resultó un breve libro en común: De filosofia (1992). O la traducción al castellano publicado en catalán: El cortesano y su fantasma (1991).

## Etapa académica y de exploración literaria
En octubre 1990, la profesora Victoria Camps la incorporó a su equipo del área de Filosofía moral y política en la UAB. La titularidad le llegaría al cabo de tres años. De la memoria de oposiciones surgió Apunts per a una ètica (1995).
En 1998 publicó El diari de Nora Gil, una aventurada incursión, bien que exigua, en lo narrativo. Inauguró así el estilo fragmentario que se le acentuaría con el paso del tiempo. A continuación, Viatge a Liliput quedó finalista del premio de narrativa Josep Pla del mismo año. 
En 2005, De vuelta a Sartre ofrecía una interpretación del existencialismo sartreano de Jean-Paul Sartre distanciada de los tópicos habituales. Más tarde, Tres assaigs sobre Sartre. I una conferència de més (2008), que ahondaban en las ideas del precedente, se tradujo al francés como Quatre essais sur Sartre (2010). Por otro lado, apareció en este mismo año D’Ors, filósofo.

## Nueva etapa
El Pont de la Girada. Reflexions vora mar (2010), según lo indica el propio nombre girada, representó una inflexión en su trayectoria intelectual. El libro se compone de una serie de fragmentos (escritura aforística, si se prefiere) que combinan la reflexión filosófica con las imágenes de sus visitas personales a la literaturizada Venecia. Del contacto con la filosofía de Massimo Cacciari, por aquel entonces alcalde de la ciudad, se recogerían algunos aspectos, cotejados con otros afines de Giorgio Agamben, en la segunda parte de Contra filósofos. O ¿en qué se diferencia una mujer de un gato? (2014). No obstante, su parte troncal encierra una crítica del androcentrismo, si no misoginia, observable en pensadores contemporáneos que se suponen hostiles al patriarcado. Tal crítica se entrelaza con la lectura de algunas estereotipadas interpretaciones de la trágica Medea, entre las que sorprenden las de ciertas autoras reivindicadas por las intelectuales feministas.

## En la actualidad
En 2017, la Universidad de Valencia le concede el V premio de ensayo de la Cátedra Blasco a Matèria. El grau zero de la filosofia, donde la autora expone lo que considera su aportación original a la filosofía del presente, y que se puede esquematizar en tres puntos: 
- Reivindicación del materialismo en la sociedad de la información, habituada a un sinfín de evidencias que no se alcanzan a comprender. De hecho, se la acusa de materialista erróneamente, puesto que solo escenifica la degradación del idealismo.
- Dos premisas del nuevo materialismo: a) La realidad es aquello que el lenguaje dice que no es lenguaje, y que (no) lo es porque el lenguaje lo dice. b) Todo cuanto existe es material, pero la existencia de la materia no se reduce a su sentido tradicional como pasta o masa de las cosas.
- Materialismo es respeto a la multiplicidad, sin que ello conlleve una invitación al desorden. Para confusión la que generan los discursos apoyados en abstracciones cada vez más asignificantes.[12]

En 2024, publica Discurs contrafeminista, un texto en la tradición del libelo o panfleto, en el que extrema la reflexión crítica de Contra filósofos, si bien con un perfil más sociológico.

## Libros
- T.W. Adorno. Del sufrimiento a la verdad, Laia, Barcelona 1985.
- La filosofia d’Eugeni d’Ors, Curial, Barcelona, 1991.
- De filosofia, Barcanova, Barcelona, 1992 (con Xavier Rubert de Ventós).
- Apunts per a una ètica, Edicions 62, Barcelona, 1995.
- El diari de Nora Gil, Columna, Barcelona, 1998.
- Viatge a Liliput, Destino, Barcelona, 1998.
- De vuelta a Sartre, Crítica, Barcelona, 2005.
- Tres assaigs sobre Sartre. I una conferència de més, Lleonard Muntaner, Palma (Mallorca), 2008.
- Quatre essais sur Sartre, Harmattan, París, 2010.
- D’Ors, filósofo, Publicacions Universitat de València (PUV), 2010.
- El Pont de la Girada. Reflexions vora mar, Lleonard Muntaner, Palma (Mallorca), 2010.
- Contra filósofos. O ¿en qué se diferencia una mujer de un gato?, Biblioteca Nueva, Madrid, 2014.
- Matèria. El grau zero de la filosofia, PUV, Valencia, 2018.
- Discurs contrafeminista, Afers, Catarroja (País Valencià), 2024.

## Capítulos de libros especialmente destacables
- 2007 “Adorno y Sartre: la estética del compromiso”, Daímon, 41, 2007 [revista].

- 2009. “Le spinozisme de Sartre”, Sartre et la philosophie française, Études sartriennes, 13 [revista].

- “El descrèdit de la realitat i la filosofia”, en Neus Campillo ed., Joan Fuster i la filosofia,  PUV, Valencia, 2010.

- “El ciudadano sin atributos”, en Victoria Camps ed., Democracia sin ciudadanos. La construcción de la ciudadanía en las democracias liberales, Trotta, Madrid, 2010.

- “La fe en la libertad”, en Daniel Gamper ed., La fe en la ciudad secular. Laicidad y democracia, Trotta, Madrid, 2014.

- 2016 “La comunidad imposible: Atisbos sartreanos”, Isegoría, 54, 2016 [revista].